# Utagawa Kuniyoshi
Utagawa Kuniyoshi (1797–1861) was een Japanse ukiyo-e-kunstenaar. In veel publicaties wordt hij kortweg Kuniyoshi genoemd. Hij was een van de inventiefste en invloedrijkste prentmakers van de 19e eeuw. Hij heeft samengewerkt met Hiroshige en Kunisada, die in hetzelfde atelier waren opgeleid.

## Levensloop
Kuniyoshi werd geboren in 1797 in Edo, het huidige Tokio. Als kind heette hij Yoshisaburo. Rond 1811 werd hij leerling van Toyokuni I en kreeg hij een opleiding in het vervaardigen van prenten in de stijl van de Utagawa-school. Op dat moment kreeg hij ook zijn kunstenaarsnaam Utagawa Kuniyoshi. Het deel "kuni-" was zoals gewoonlijk ontleend aan het laatste deel van de naam van zijn leermeester (Toyokuni). Hij specialiseerde zich aanvankelijk in portretten van kabuki-acteurs en scènes uit theaterproducties. Verder ontwierp hij zijn eerste bijinga, prenten van mooie vrouwen. Hij werkte samen met onder anderen zijn oudere medeleerling Kuninao. In 1814 verscheen zijn eerste boek met illustraties. In 1818 maakte hij zijn eerste 'triptiek': drie prenten die samen een compositie vormden. Desondanks had hij in het begin moeite om opdrachten in de wacht te slepen, mede door de concurrentie van andere, oudere kunstenaars uit de Utagawa-school, zoals Kunisada.
Kuniyoshi brak in 1827 door met zijn vernieuwende, dynamische uitbeeldingen van de legendarische verhalen uit de Suikoden, een Japanse bewerking van de populaire 14e-eeuwse Chinese roman Shuihu zhuan. Zijn helden voorzag hij vaak van uitgebreide tatoeages, wat destijds een rage in Edo ontketende. Hoewel hij enkele voorgangers had, zoals Shuntei, heeft Kuniyoshi dit genre verder ontwikkeld en is zijn naam vooral hiermee verbonden geraakt. Deze prenten staan in het Engels bekend als warrior prints.
Vanaf de jaren 1830 breidde Kuniyoshi zijn repertoire uit met andere onderwerpen, zoals spookverhalen, mooie vrouwen, landschappen, dieren, manga, surimono en speelse humoristische prenten, zoals Tekeningen die met een spijker in de muur zijn gekrast. Hij had een grote voorliefde voor katten die hij op allerlei manieren in zijn prenten verwerkte. Hij paste ook Europese invloeden toe in zijn kunst, waaronder perspectief, clair-obscur en anatomische prenten, zoals het skelet van de beroemde triptiek De heks Takiyasha en het skeletspook. Na het verbod op de kabuki-prenten in 1842 verwezen zijn prenten vaak nog indirect naar theaterproducties, maar dan zonder de vermelding van de namen van de acteurs. Kennelijk was de behoefte bij het publiek zo groot dat dit oogluikend werd toegestaan door de Japanse censuur.
Na een periode van creatief en commercieel succes in de jaren 1844-1854, waarin hij een bloeiend atelier had met vele leerlingen, onder wie Yoshitoshi, ging geleidelijk zowel zijn gezondheid als de kwaliteit van zijn werk achteruit. In deze tijd greep hij soms terug naar ontwerpen uit zijn beginjaren. Kuniyoshi overleed op 14 april 1861. Hij had twee dochters, Tori en Yoshi, die ook prenten ontwierpen.

## Werken

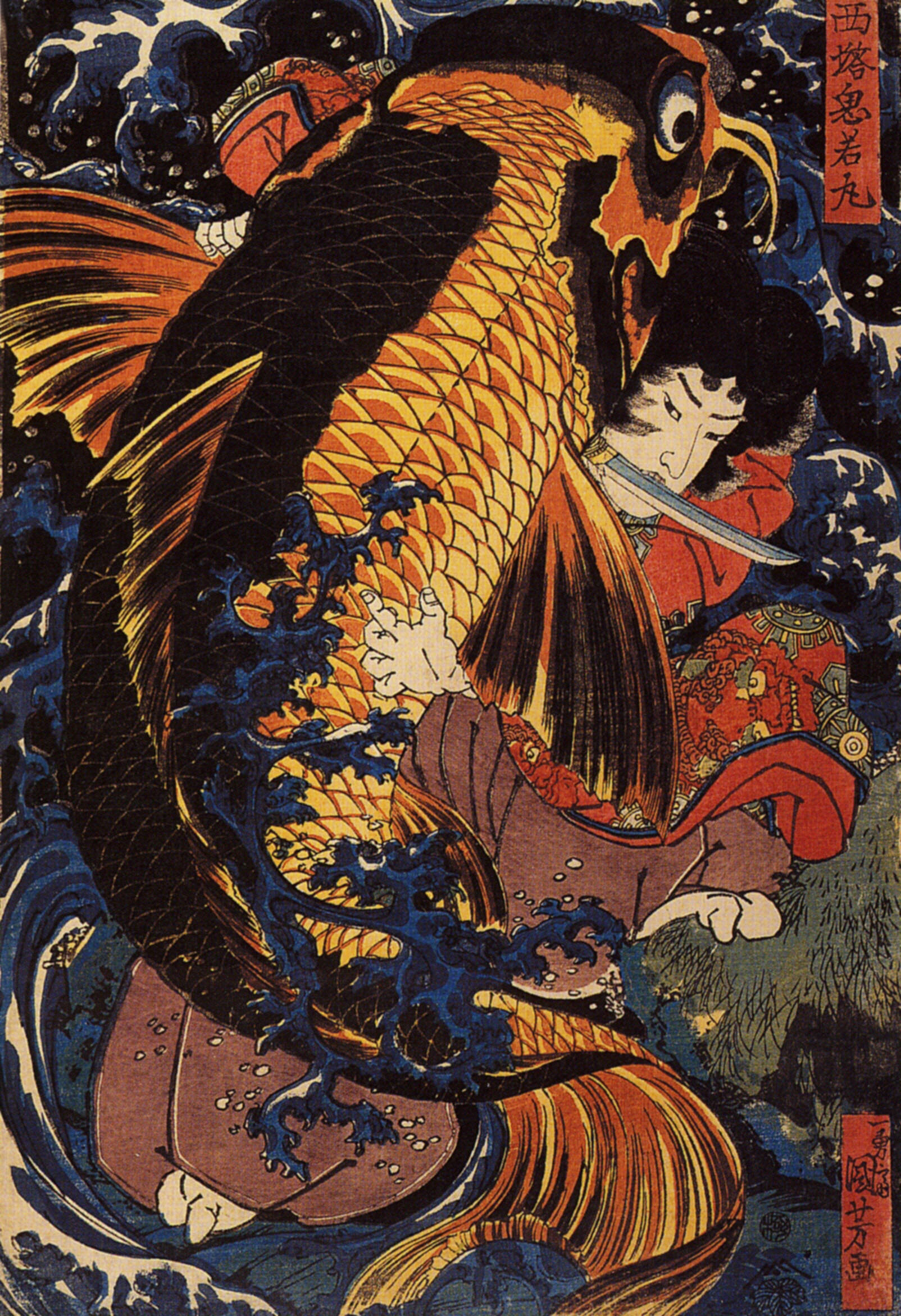
Saito Oniwakamaru vecht met de reuzenkarper bij de Bishimon-waterval
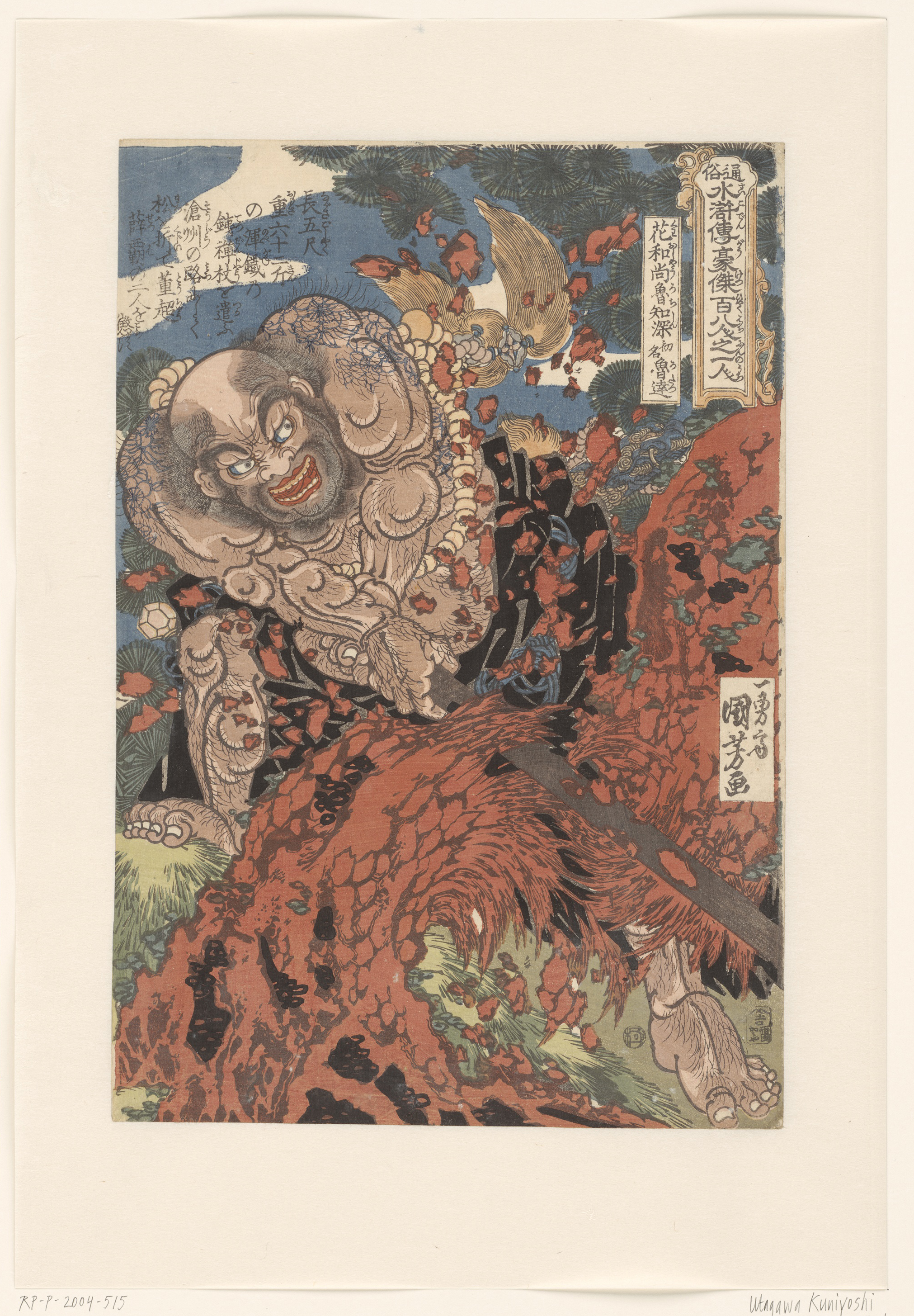
Kwaosho Rochishin hakt een boomstronk doormidden
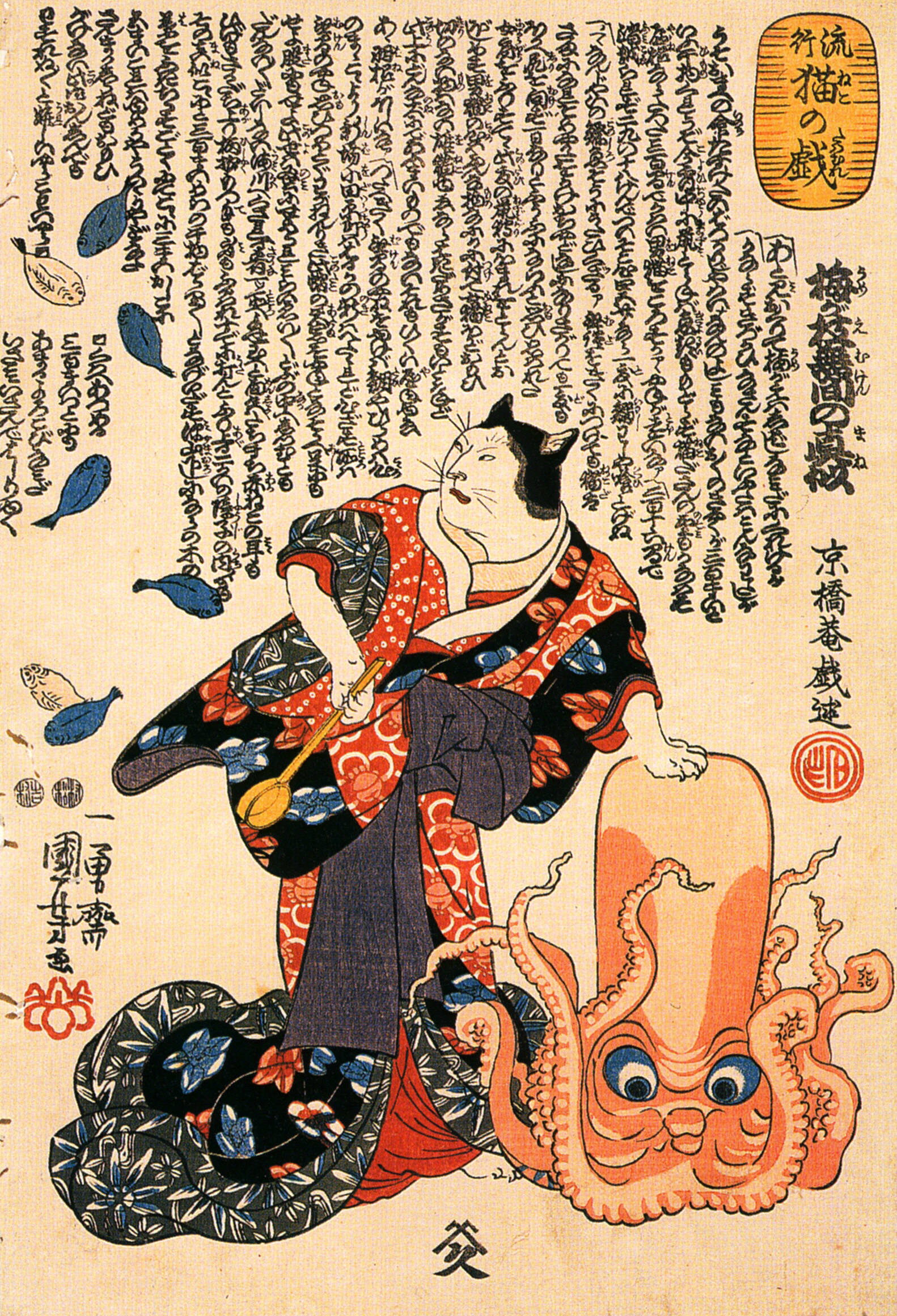
Een als vrouw geklede kat tikt op een octopus
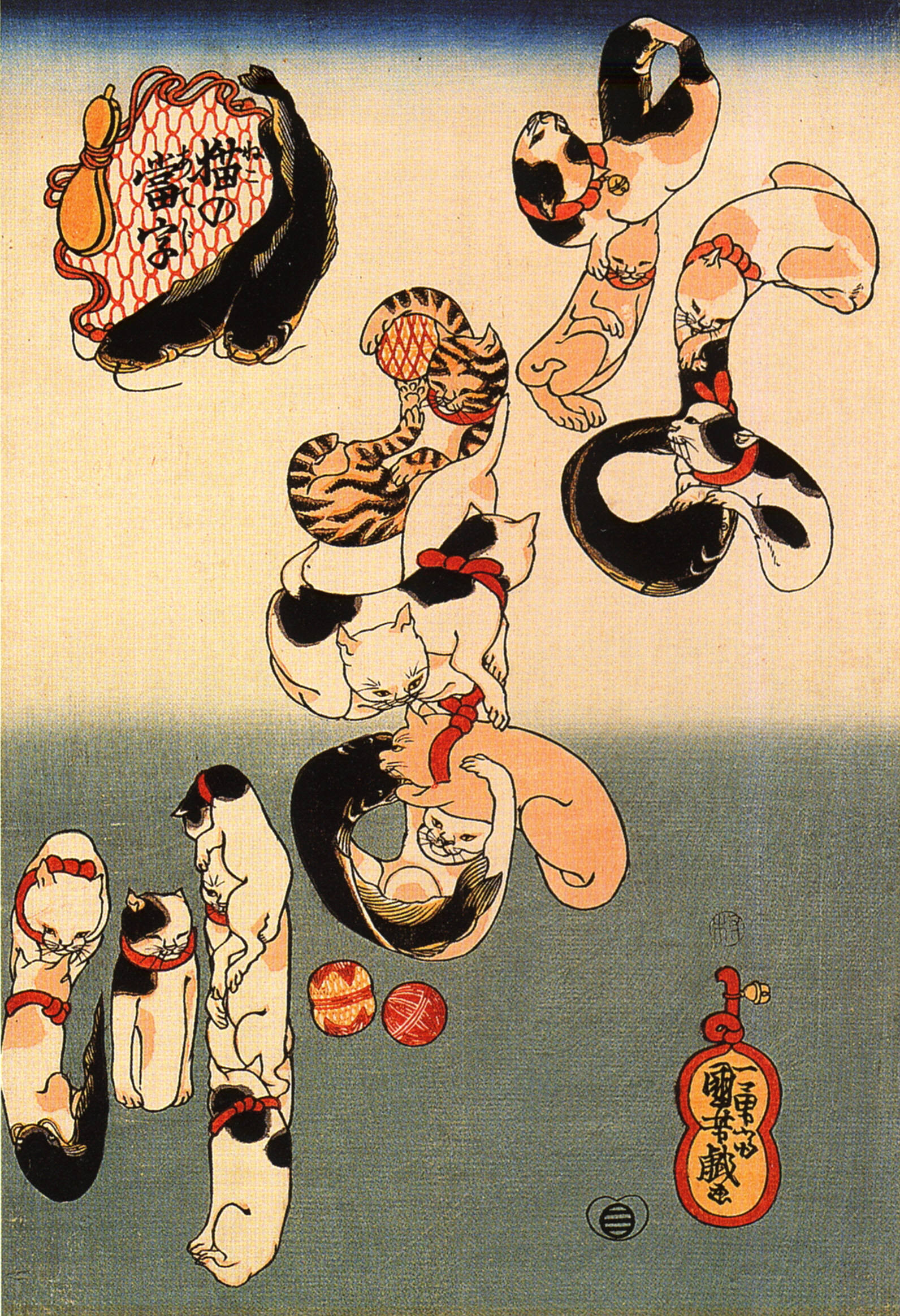
Katten vormen de karakters voor meerval
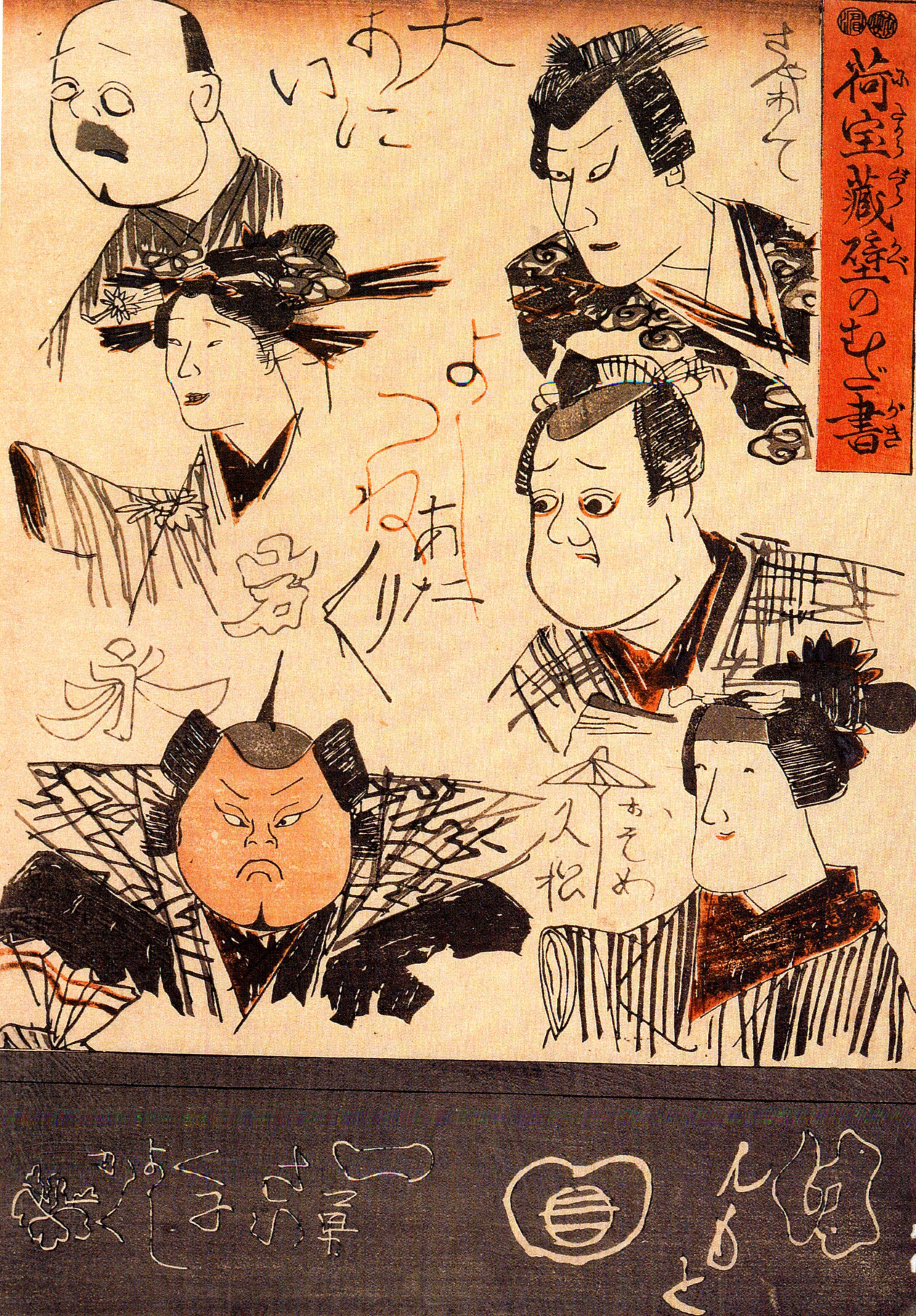
Karikaturen van kabuki-acteurs op de muur van een pakhuis

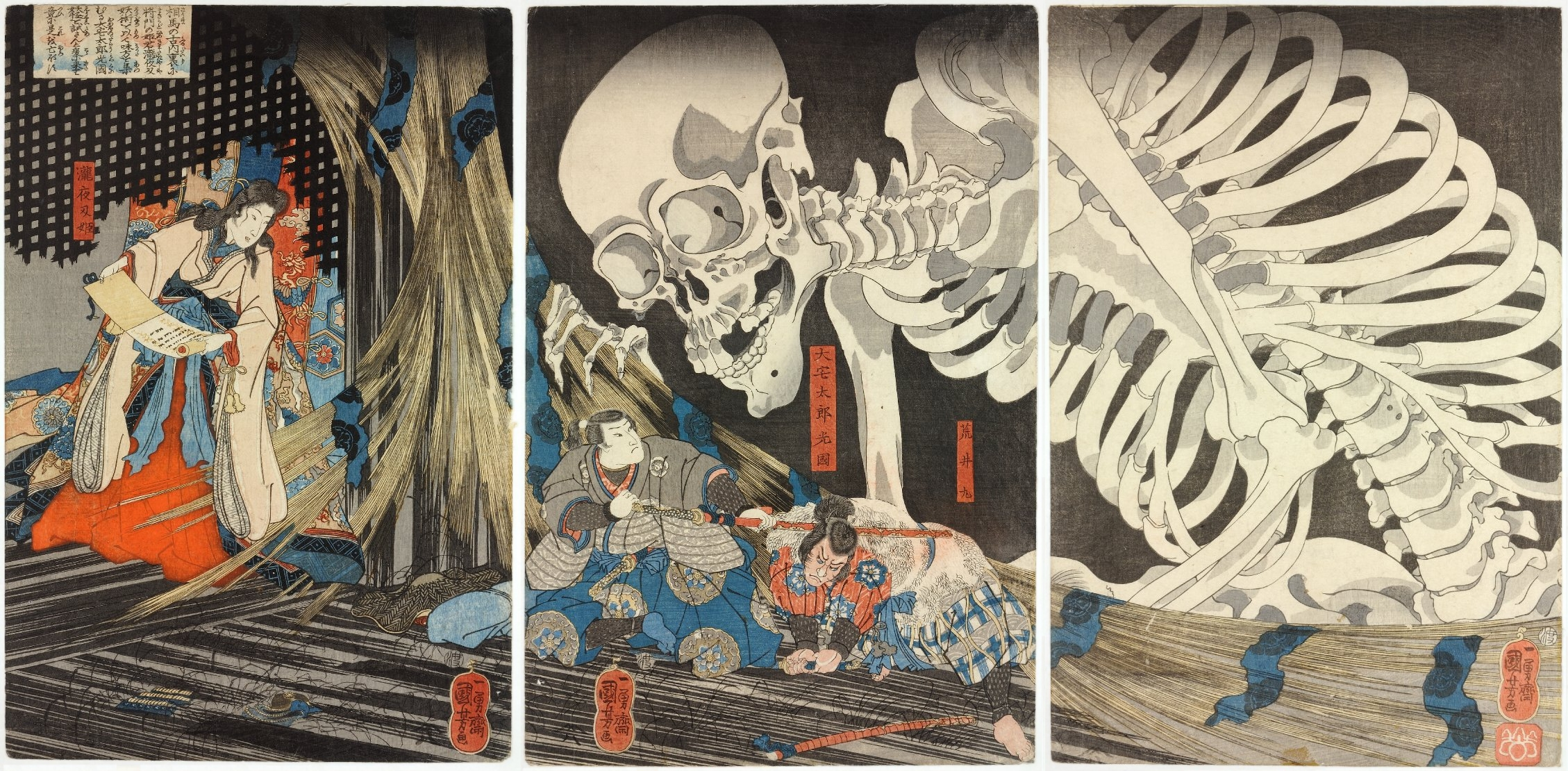
De heks Takiyasha en het skeletspook
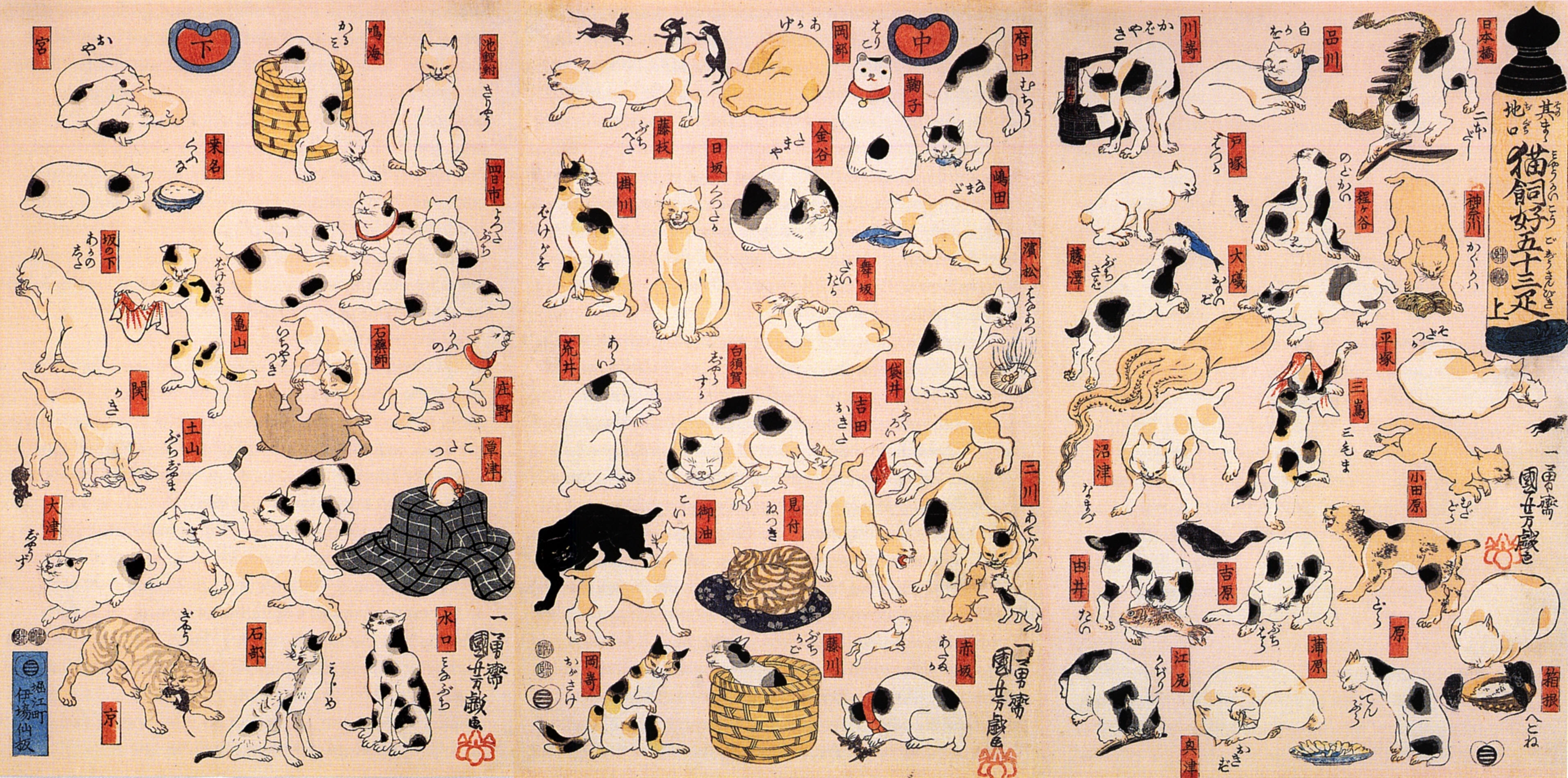
De 53 haltes van de Tokaido verbeeld door katten